# 退職所得
退職所得（たいしょくしょとく）とは、所得税における課税所得の区分の一つであって、退職手当、一時恩給その他の退職により一時に受ける給与及びこれらの性質を有する給与に係る所得をいう（所得税法30条1項）。
社会保険等から退職により支給される一時金、適格退職年金契約に基づき生命保険等から受ける退職一時金などは退職所得とみなされる（みなし退職所得）。また、解雇予告手当や退職した労働者が弁済を受ける未払賃金も退職所得に含まれる。
しかし、退職金前払い制度による退職金は給与所得（賞与）になる。
死亡退職金は、所得税ではなく相続税の課税対象になる。

## 所得区分を設けた趣旨
退職所得は、給与所得と同じく勤労性所得の一種である。しかし一方で、給与所得と異なり、長期間の勤務に対する一括後払という性質を有する。また、その受領者にとっては、退職後の生計維持の原資となるべき所得である。このような退職所得の担税力の低さ等を考慮して、課税上一定の配慮をすべく、所得税法上、退職所得は給与所得とは別の所得類型とされている。

## 課税方式
```
退職所得の金額（下記以外） ＝ （収入金額（源泉徴収される前の金額） － 退職所得控除額）÷ 2
退職所得の金額（特定役員） ＝ 収入金額（源泉徴収される前の金額） － 退職所得控除額
退職所得の金額（短期で300万円超） ＝ 150万円　＋　収入金額（源泉徴収される前の金額）　－　（300万円　＋　退職所得控除額）

```

退職所得の金額は、その年中の退職手当等の収入金額から退職所得控除額を控除した残額の二分の一とされる（所得税法30条2項）。これは長期譲渡所得や一時所得と同様の配慮である。但し、2013年以後退職した勤続年数5年以内の法人役員等（法人税法上の役員、国会議員・地方議会議員、国家公務員・地方公務員）の退職金については、当該二分の一は適用されない。また、2022年分以後の短期退職手当等（勤続年数5年以内の役員でない従業員に支払う退職金）から退職所得控除額を控除した残額のうち300万円超の部分については、当該二分の一は適用されない。
退職所得への課税に当っては、山林所得と同様に申告分離課税方式が採用され、「課税総所得金額」とは別に「課税退職金額」という区分が設けられている。これは、累進税率の緩和を意図したものである。また、退職所得は源泉徴収の対象とされ、退職者が「退職所得の受給に関する申告書」を退職金の支払者に提出する場合には、源泉徴収だけで課税関係が終了するので、原則として確定申告の必要はない。
なお、個人住民税は原則として現年分離課税となり、所得税の申告分離課税とは異なる。源泉徴収と同様に特別徴収をもって課税関係が終了する（前年所得課税もない）。
退職所得の金額が赤字になることはない。
非居住者については、退職所得の選択課税という特例制度がある。

### 退職所得控除額
| 勤続年数        | 一般の場合              | 在職中に障害者となったことに 直接基因して退職した場合 |
| --------------- | ----------------------- | ----------------------------------------------------- |
| 2年以下         | 80万円                  | 180万円                                               |
| 3年以上20年以下 | 40万円×勤続年数         | 40万円×勤続年数+100万円                               |
| 21年以上        | 70万円×勤続年数-600万円 | 70万円×勤続年数-500万円                               |

※　勤続年数は、1年未満の端数は切上げ計算する。
※※　前年以前4年内に退職金を受け取ったことがある場合や同一年中に2か所以上から退職金を受け取る場合などは、控除額の特例計算がある。